# Sri Wahyuni Agustiani
Sri Wahyuni Agustiani est une haltérophile indonésienne née le 13 août 1994. Elle a remporté la médaille d'argent de l'épreuve des moins de 48 kg aux Jeux olympiques d'été de 2016 à Rio de Janeiro.